# UIC 동력차 표기법

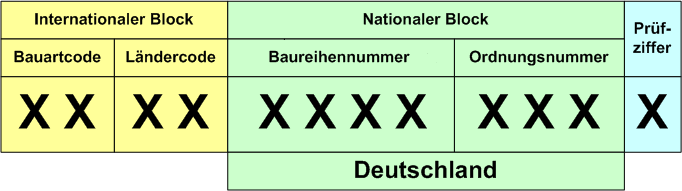
독일에서 사용하는 UIC 동력차 표기법

UIC 동력차 표기법은 UIC Code of Practice 483-3, Identification marking for tractive stock에 따라 2007년 초부터 유럽 지역에서 사용되는 기관차를 포함한 동력차에 사용하는 표기법이다. 이 표기법을 사용하면 동력차가 어느 나라 소유이며, 어떤 종류인지를 개략적으로 알 수 있다.
첫 두 자리는 종류 코드, 그 다음 두 자리는 국가 코드이다. 5번째부터 11번째 자리까지는 소유 국가에서 부여하는 번호이며, 맨 마지막 자리는 검사 숫자이다. 소유 국가의 약자와 소유 철도 회사의 호칭을 같이 써 주기도 한다.

## 국제 부분

### 종류 코드
- 90: 증기 기관차처럼 아래 분류법에 포함되지 않는 차량
- 91: 시속 100km 이상 전기 기관차
- 92: 시속 100km 이상 디젤 기관차
- 93: 시속 190km 이상 전동차
- 94: 시속 190km 이하 전동차
- 95: 디젤 동차
- 96: 동차의 무동력차
- 97: 시속 100km 이하 전기 기관차
- 98: 시속 100km 이하 전기 기관차
- 99: 특수 차량

종류 코드 다음에 오는 국가 코드는 UIC 국가 코드를 사용한다.

## 국내 부분
국내 부분은 차량이 소속된 국가마다 다르며, 독일처럼 7자리 모두를 사용하거나 불가리아처럼 5자리만 사용하는 경우도 있다. 국내 부분은 차량 종류를 나타내는 부분과, 같은 종류 안에서 몇 번째로 제작된 차량인지를 나타내는 부분이 있다.

## 체크 숫자
체크 숫자는 각각 자리의 숫자를 홀수째 자리는 2, 짝수째 자리는 1을 곱하여 이를 늘어놓은 다음, 각 자리에 있는 수들의 합과 이를 1의 자리에서 올림한 값의 차이이다. 예를 들어, 차량 번호가 3186 5331 104인 경우 다음과 같다.
```
  3   1   8   6   5   3   3   1   1   0   4
* 2   1   2   1   2   1   2   1   2   1   2
-------------------------------------------
  6 + 1 +1+6+ 6 +1+0+ 3 + 6 + 1 + 2 + 0 + 8 = 41

```

41을 1의 자리에서 올림하면 50이고, 이 두 값의 차는 9이다. 따라서 체크 숫자는 9가 된다. 컴퓨터에 차량 번호를 입력할 때 이를 통해 확인한다.

## 예제

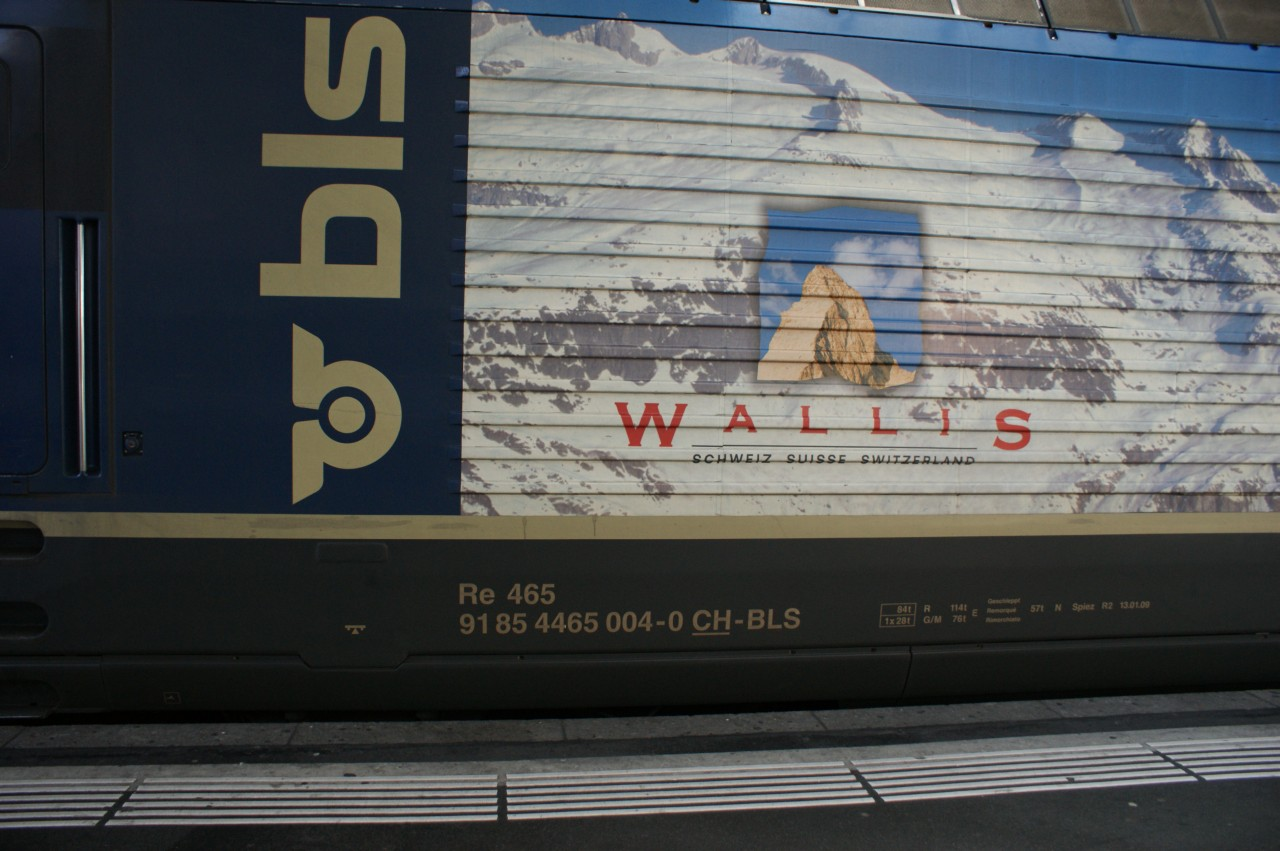
UIC 차량 번호의 예시

| 91 85 4465 004-0 CH-BLS | 91 85 4465 004-0 CH-BLS                |
| ----------------------- | -------------------------------------- |
| 91                      | 종류 코드, 시속 100km 이상 전기 기관차 |
| 85                      | 국가 코드, 스위스                      |
| 4465                    | Re 465 기관차를 가리키는 코드          |
| 004                     | 생산분 번호                            |
| 0                       | 체크 숫자                              |
| CH-BLS                  | 스위스 BLS 소유                        |

## 같이 보기
- UIC
- UIC 분류
- UIC 객차 표기법
- UIC 화차 표기법